# 신트루에니고
신트루에니고(스페인어: Cintruénigo)는 스페인 나바라주에 위치한 마을이자 무니시피오이다. 스페인 통계청에 따르면 2020년 인구는 8,026명이다.